# کریس کریستی

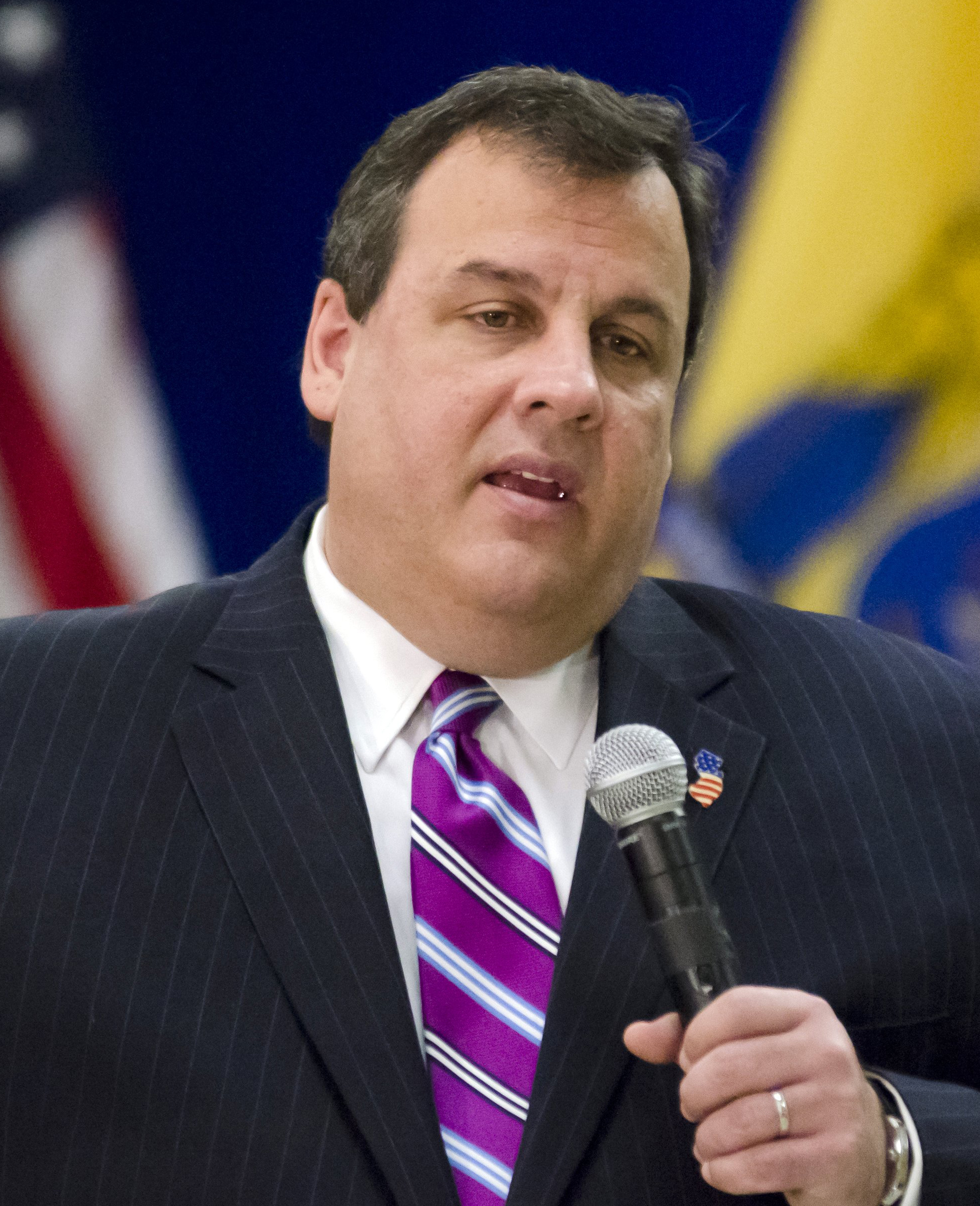

کریس کریستی (به انگلیسی: Chris Christie)، (متولد ۶ سپتامبر ۱۹۶۲) سیاستمدار آمریکایی است که از ژانویهٔ ۲۰۱۰ تا ژانویه ۲۰۱۸، ۵۵مین فرماندار نیوجرسی بود. او عضو حزب جمهوری‌خواه است. کریستی رئیس انجمن فرمانداران جمهوری‌خواه است. او در ۳۰ ژوئن ۲۰۱۵، کاندیداتوری خود را برای کسب نامزدی حزب جمهوری‌خواه در انتخابات ریاست جمهوری آمریکا در سال ۲۰۱۶ اعلام کرد. او در ۱۰ فوریه ۲۰۱۶ کمپین خود را معلق کرد. در ۲۶ فوریه، حمایت خود را از دونالد ترامپ برای کسب نامزدی حزب جمهوریخواه اعلام کرد.
کریستی در سال ۲۰۰۹ فرماندار وقت نیوجرسی را در انتخابات شکست داد و در ۵ نوامبر ۲۰۱۳ به آسانی رقیب دمکرات خود را شکست داد و برای بار دوم به عنوان فرماندار نیوجرسی برگزیده شد.
کریستی که اهل نیوآرک است، دارای دکترای علوم قضایی از دانشگاه سیتون هال است.

## فرماندار نیو جرزی

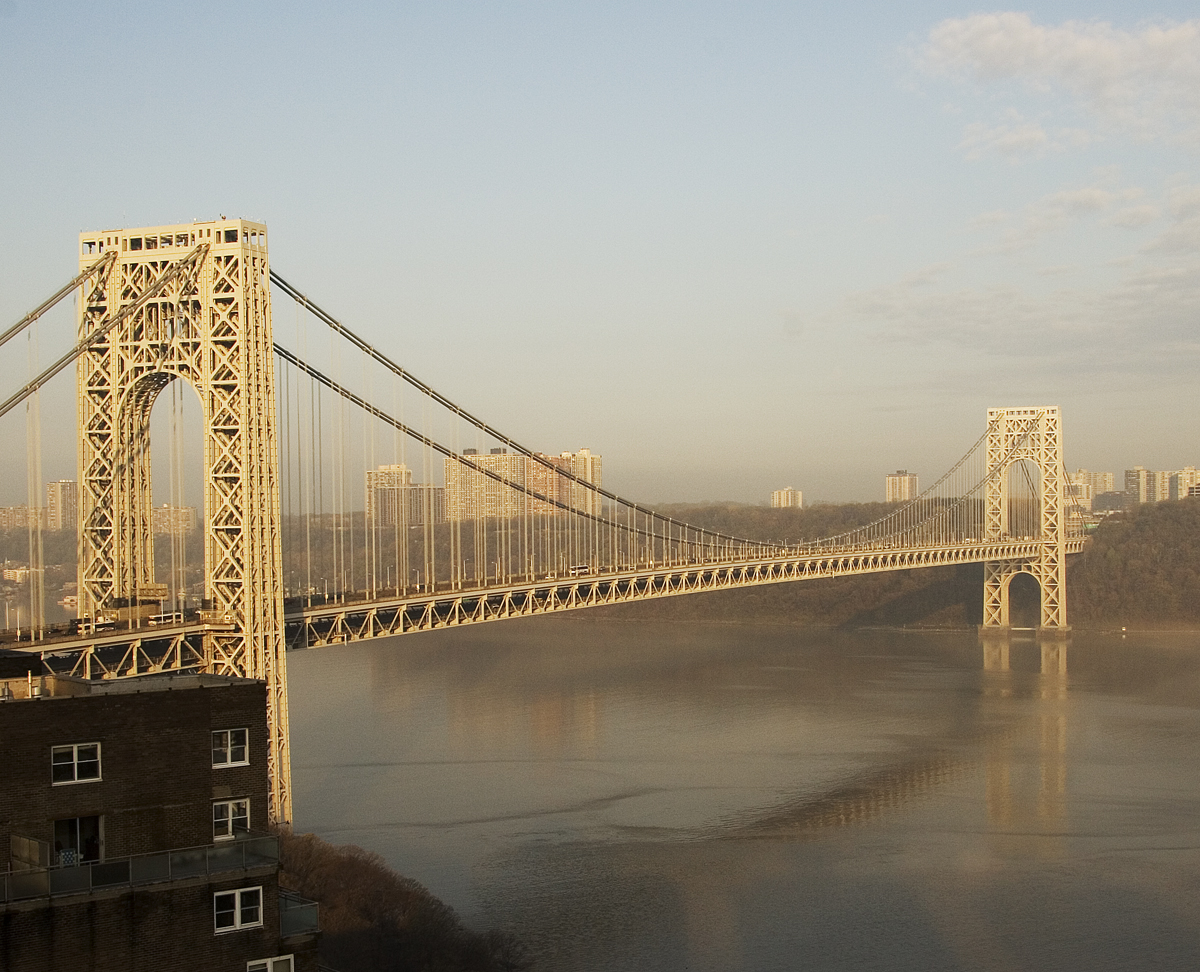
پل جرج واشینگتن بر رود هادسن از منهتن به فورت لی، نیوجرسی

از ۹ تا ۱۳ سپتامبر ۲۰۱۳، دو تا از سه خط ترافیکی در فورت لی، نیوجرسی که معمولاً به پل جرج واشینگتن و نیویورک دسترسی داشتند به دستور یکی از دستیاران ارشد کریستی و منصوب دولت او بسته شدند. انسداد این خطوط در ساعت شلوغی صبحگاهی ترافیک شدیدی را در خیابان‌های محل به مدت پنج روز ایجاد کرد.
یکی از فرضیه‌های رایج در خصوص دلیل بسته شدن‌ها انتقام‌گیری سیاسی علیه شهردار دمکرات فورت لی به دلیل عدم حمایت از کریستی در انتخابات فرمانداری سال ۲۰۱۳ بود. فرضیه احتمالی دیگر این بود که یک پروژهٔ بزرگ ساختمانی که از اولویت‌های آن شهردار بود در نقطه تماس پل با فورت لی در حال اجرا بود.
چندین دستیار کریستی استعفا دادند و کریستی بقیه را برکنار کرد و تحقیقات در این خصوص شدت گرفت.